# Didier Angibeaud
Didier Angibeaud-Nguidjol (n. Duala, Camerún, 8 de octubre de 1974) es un exfutbolista camerunés. Se desempeñó como mediocampista y militó en diversos clubes de Francia y Austria.

## Clubes
| Club            | País    | Año       | Partidos | Goles |
| --------------- | ------- | --------- | -------- | ----- |
| Le Havre        | Francia | 1991-1995 | 17       | 0     |
| FC Istres       | Francia | 1995-1996 | 27       | 7     |
| Sporting Toulon | Francia | 1996-1997 | 28       | 3     |
| Niza            | Francia | 1997-1998 | 28       | 1     |
| Strum Graz      | Austria | 1998-2001 | 22       | 0     |

## Selección nacional
Ha sido internacional con la selección de fútbol de Camerún; donde ha jugado solo 6 partidos internacionales y no ha anotado goles por dicho seleccionado. Incluso participó con su selección, en una Copa Mundial. La única edición en que estuvo prsente, fue la de Francia 1998, donde su selección quedó eliminada en la primera fase de dicho torneo.